# Padru
Padru (Padru in sardo, Patru in gallurese) è un comune italiano di 2 111 abitanti della provincia della Gallura Nord-Est Sardegna nella regione storica del Monteacuto.

## Origini del nome
Il termine Padru o su Padru indicava nella parlata del Nord Sardegna, una parte del territorio comunale solitamente adiacente all'abitato, destinata a ricovero temporaneo del bestiame dei pastori in transito (transumanza), o bestiame vagante.

## Storia
Non si sa molto sulla storia antica di Padru e delle sue frazioni: taluni riferiscono che sia nata intorno al XVIII secolo, altri che già all'epoca della dominazione romana ospitasse un centro abitato impiegato come postazione militare.
Il primo centro abitato fondato in epoca moderna sul suolo padrese di cui si abbia notizia è Sa Pedra Bianca che contava inizialmente 15-20 abitanti (principalmente delle famiglie Gusinu e Muzzu), mentre la più popolosa fu, fin dai primi innesti di oriundi montacutesi, la frazione di Urra (l'odierna Sa serra), dove fin dal 700 sorgeva la chiesa dedicata a Sant'Elia, punto di riferimento religioso per i nuovi abitanti scesi dai monti di Alà. Dai registri parrocchiali di Buddusò si evince che mentre alcuni piccoli agglomerati di pastori si erano formati nei "Saltos de giosso" fin dal XVIII secolo - ad esempio Urra, Sotgia, Ludurru, Badu Andria, Sa Pedra Bianca, Cuzola, Alviò, Portolu - il paese di Padru non è rilevato fino a fine secolo. 
Nel 1777 nel registro dei battesimi della chiesa di Sant'Anastasia di Buddusò compare la scritta in saltu dictu Orgueri et in cubili dicto Padru, prima indicazione ufficiale del toponimo in questione. Tale forma verrà replicata anche nel 1792 (probabile che la mano scrivente fosse dello stesso rettore ecclesiastico), mentre in registrazioni successive si rileva il nome di luogo "Su padru", sempre nel "salto di Orgheri", dove però esisteva, ancor prima di Padru, il covile di "Su conzu". Nel registro dei battesimi della parrocchia di Alà il toponimo Padru compare la prima volta il 24 maggio 1796, mentre per le registrazioni precedenti si usa sempre il nome "Saltu de Orgueri".
Negli anni successivi, nei registri parrocchiali di Alà e Buddusò, i toponimi Orgheri e Padru verranno alternati nelle scritture, ma probabilmente per indicare lo stesso luogo, fino al 1822, anno dell'ultima registrazione del toponimo Orgheri (nome prelatino, probabilmente legato alla presenza di acque e fonti sorgive), che da tale periodo verrà soppiantato definitivamente dal nome attuale. È probabile quindi che popolazioni montacutesi si siano spostate da Alà, ma soprattutto da Buddusò, verso Urra per lo sfruttamento agropastorale dei "Saltos de giosso" per poi stanziarsi definitivamente nei vari covili dell'attuale "Badde de Lernu" che crescendo di dimensione si sono fusi reciprocamente dando vita nel XIX secolo all'attuale abitato. Le prime famiglie censite hanno i cognomi Nieddu, Mandras, Demela, Lorumeddu, Langiu, Mudulu, Erre, Conedda, Saba.
Nel 1848, con l'abolizione della provincia di Ozieri, vengono definiti nel dettaglio gli esatti confini tra Alà, Buddusò e Bitti, oggetto di quasi mezzo secolo di asperrime contese, con diversi omicidi e faide familiari sorte per tali motivi. Il territorio di Padru viene dunque riconosciuto ufficialmente come facente parte del territorio comunale di Buddusò. Nel 1849 viene inaugurata la chiesa di San Michele, che ospiterà il 14 maggio il primo atto matrimoniale della sua storia, mentre fino a quel momento il riferimento ecclesiastico della zona era la chiesa di Sant'Elia a Sa serra (fonte Roberto Mette). C'è da notare che curiosamente in epoca recente sono stati distorti i nomi delle frazioni di Soza e Cuzola che per una scarsa padronanza con la grafia sarda sono stati espressi con la doppia zeta (Sotza o Sozza, e Cuzzola) che indica il suono sordo della stessa consonante che invece nella dizione locale è espressa come zeta dolce.
Il Comune è stato istituito con la legge regionale n.1 del 3 gennaio 1996, staccandosi da quello di Buddusò, a seguito di un referendum popolare richiesto da una rappresentanza di cittadini.

### Simboli
Lo stemma e il gonfalone del comune di Padru sono stati concessi con decreto del presidente della Repubblica del 23 ottobre 1997.
I grappoli d'uva e l'ape ricordano le attività locali più importanti e la laboriosità dei padresi; nella parte inferiore è rappresentata la catena del Monte Nieddu. La fascia d'oro sulla troncatura potrebbe voler indicare il locale rio Su Lernu la cui vallata è stata fondamentale per lo sviluppo del paese.
Il gonfalone è un drappo di giallo con bordatura di azzurro.

## Monumenti e luoghi d'interesse

### Aree di interesse naturalistico
Il territorio comunale di Padru comprende la foresta demaniale di Monte Nieddu. Inoltre confina con il parco naturale regionale di Tepilora, Sant'Anna e Rio Posada, raggiungibile attraversando la piccola frazione di Pedrabianca, le cui casette costruite con fango e pietre, si arrampicano su una montagna incontaminata e ricca di specie arboree. Quest'ultima riserva un panorama mozzafiato, da Sa Contra 'e s'Ifferru ("la roccia che conduce all'Inferno") lo sguardo si volge a 360° e ci dona la vista di vallate e rilievi montuosi di mezza Sardegna sino a scorgere la
catena del Gennargentu.

## Società

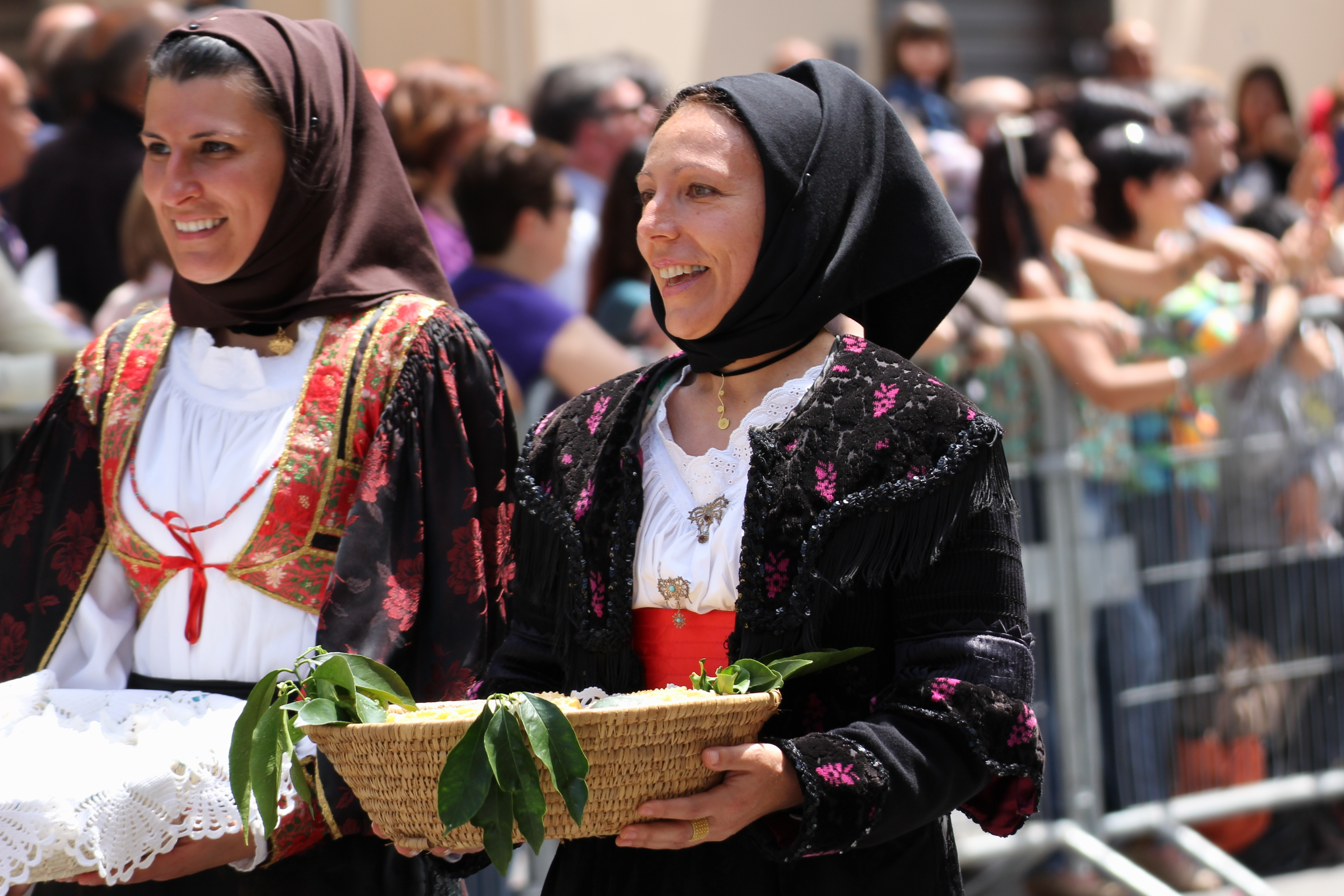
Abiti tradizionali femminili

### Evoluzione demografica
Abitanti censiti

I dati fino al 1991 si riferiscono al comune di Buddusò, di cui Padru ha fatto parte fino al 1996.

### Etnie e minoranze straniere
Secondo i dati ISTAT al 31 dicembre 2010 la popolazione straniera residente era di 102 persone. Le nazionalità maggiormente rappresentate in base alla loro percentuale sul totale della popolazione residente erano:
- Romania 55 2,53%

### Lingue e dialetti
A Padru, oltre all'italiano, si parla il sardo nella sua variante logudorese settentrionale, ad eccezione di una sua frazione galluresofona, Biasì (nome d'origine "Biaxì"), che oggi conta circa 200 abitanti.

## Amministrazione
| Periodo         | Periodo         | Primo cittadino | Partito                             | Carica  | Note   |
| --------------- | --------------- | --------------- | ----------------------------------- | ------- | ------ |
| 16 aprile 2000  | 8 maggio 2005   | Antonio Satta   | lista civica                        | Sindaco | [ 7 ]  |
| 8 maggio 2005   | 30 maggio 2010  | Gavino Mandras  | lista civica                        | Sindaco | [ 8 ]  |
| 30 maggio 2010  | 31 maggio 2015  | Antonio Satta   | lista civica Sviluppo e solidarietà | Sindaco | [ 9 ]  |
| 31 maggio 2015  | 26 ottobre 2020 | Antonio Satta   | lista civica Sviluppo e solidarietà | Sindaco | [ 10 ] |
| 26 ottobre 2020 | in carica       | Antonello Idini | lista civica Uniti per Padru        | Sindaco | [ 11 ] |